# Reg Empey
Reginald Empey, född 26 oktober 1947, är en nordirländsk politiker. Den 24 juni 2005 valdes han till att efterträda David Trimble som partiledare för Ulster Unionist Party. Han är medlem av Nordirlands parlament Northern Ireland Assembly för valkretsen East Belfast. Han har tidigare varit företagare. Han var från maj 2007 till oktober 2010 arbetsmarknadsminister i regeringen för Nordirland (Northern Ireland Executive). Han var tidigare näringsminister.